# Linea A (metropolitana di Praga)
La linea A (in ceco Linka A) è una linea della metropolitana di Praga che collega la capitale ceca da ovest, con capolinea Nemocnice Motol, nell'area di Praga 5, ad est, attestandosi al capolinea di Depo Hostivař, nell'area di Praga 10.
Incrocia la linea B nella stazione di Můstek, la linea C nella stazione di Muzeum, consente l'interscambio con il servizio ferroviario suburbano di Praga nelle stazioni di Hradčanská e Nádraží Veleslavín (da quest'ultima sono presenti bus e filobus che raggiungono l'aeroporto di Praga-Ruzyně) e con la rete tranviaria di Praga in diverse stazioni.

## Storia
La costruzione del primo tratto di questa linea è iniziata nel 1973 ed è stata inaugurata il 12 agosto 1978. Questo tratto (chiamato I.A) si snodava tra le stazioni di Leninova (ora Dejvická) e Náměstí Míru, era lungo 4,7 km e aveva 7 stazioni. Comprendeva il primo sottopassaggio della metropolitana di Praga sotto il fiume Moldava, situato a una profondità di 14 metri sotto il letto del fiume. Nel 1976 è iniziata la costruzione della sezione II.A, inaugurata il 19 dicembre 1980, lunga 2,6 km e comprendente le stazioni Jiřího z Poděbrad, Flora e Želivského.
L'11 luglio 1987 è stata aperta la sezione III.A/1, che ha prolungato il percorso di 1,3 km fino alla stazione di Strašnická, e il 4 luglio 1990 la sezione III.A/2 ha aggiunto altri 1,4 km e la stazione di Skalka.
Il 26 maggio 2006 la linea è stata ulteriormente estesa a nord-est fino alla stazione di Depo Hostivař, utilizzando il collegamento esistente con il deposito, che corre in parte in superficie. Il 6 aprile 2015 è stata inaugurata la sezione denominata V.A, che ha esteso la linea da Dejvická a Motol con tre stazioni intermedie. Questa nuova sezione è costata circa 20 miliardi di corone ceche.

## Caratteristiche tecniche

### Design

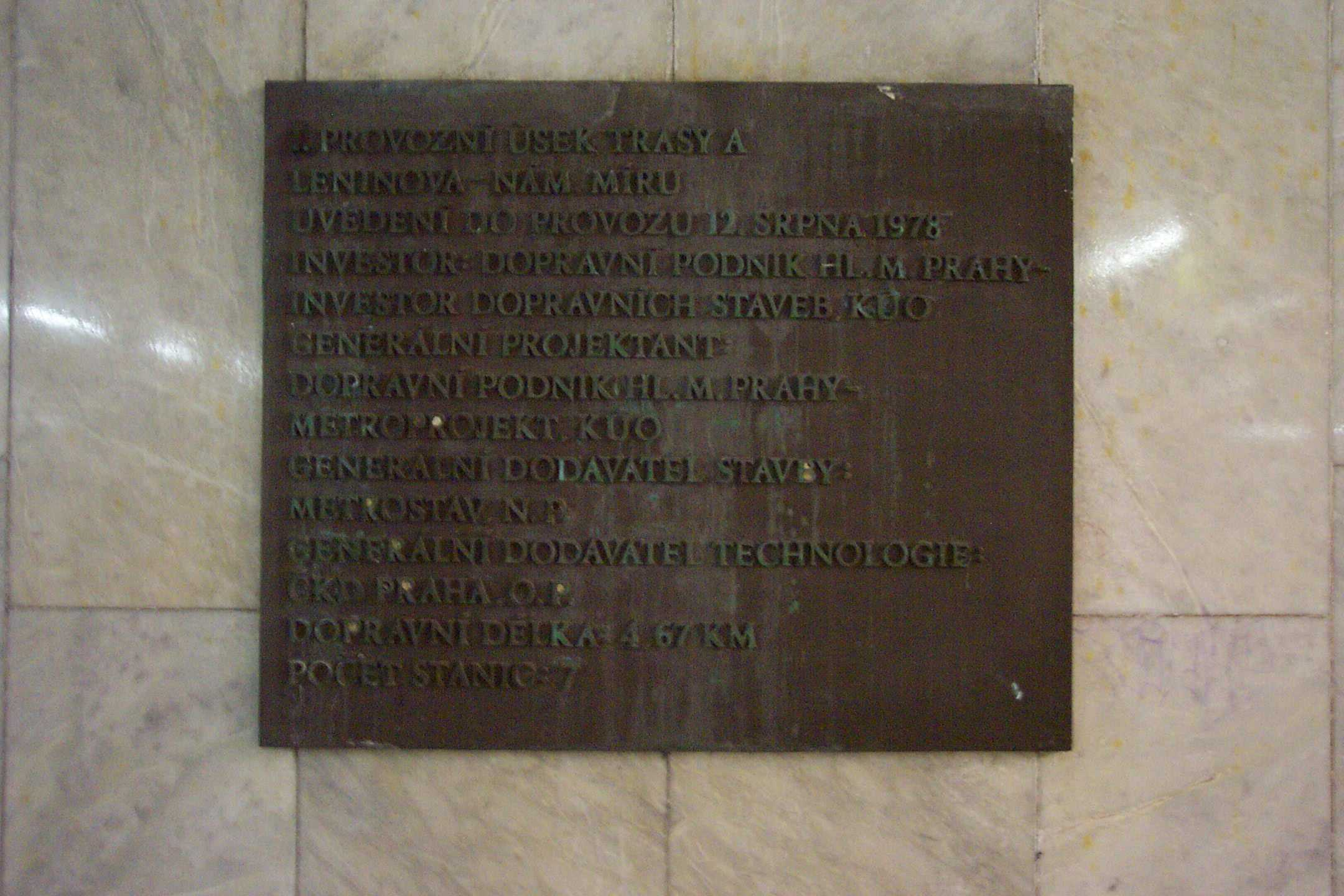
Targa commemorativa posta alla stazione di Dejvická in onore dell'apertura del primo tratto della linea A.

In termini di soluzioni tecniche, Praga ha avuto tra le prime stazioni molto profonde (decine di metri sottoterra). Si trattava di stazioni a tre campate (tranne la prima stazione di Dejvická) e a rilievo (tranne la stazione di Můstek, che è una stazione a pilastri). I pilastri delle stazioni della sezione più antica sono massicci e i marciapiedi sono quindi ampi (solo dalle sezioni II.A e I.B in poi i pilastri sono più stretti). Di solito le stazioni hanno una sola uscita, anche se sono state progettate in modo da consentire di aggiungerne una seconda, se necessario (i progetti originari prevedevano la costruzione di alcune di esse negli anni 1990, ma alla fine sono state abbandonate).
L'intera linea è realizzata nel colore base - dorato champagne. Le piastrelle sono composte da modanature rotonde in alluminio anodizzato, di forma convessa o concava (ciò vale per la maggior parte della linea) o completamente piatta (Želivský), disposte in varie combinazioni. I rivestimenti in alluminio in rilievo delle stazioni della metropolitana furono progettati da Jaroslav Otruba, l'architetto capo della metropolitana di Praga. L'alternanza di pannelli cavi e convessi aveva lo scopo di interrompere le onde sonore provenienti dai treni in transito. Lo schema dei colori fu progettato dal grafico Jiří Rathouský.
Oltre all'alluminio utilizzato per il soffitto del piazzale con i binari, per le pareti dietro i binari e per il soffitto delle navate laterali, sono stati utilizzati anche tipi decorativi in pietra, come il marmo o il granito. Lo stesso rivestimento in alluminio sviluppato per le stazioni della linea A è stato utilizzato per il rivestimento del club sociale di Šternberk. Nell'ambito del 19° ballo di rappresentanza della città, il 24 gennaio 2014, la città ha dato inizio alla vendita di certificati per i quali i loro possessori riceveranno, dopo l'inizio della ristrutturazione del Club cittadino, le piastrelle smontate, del valore di 400 - 500 corone ceche ciascuna. Il ricavato della loro vendita doveva essere utilizzato per coprire i costi di ristrutturazione. Le piastrelle sono state acquistate soprattutto dagli amanti della metropolitana di Praga.
Per il sistema informativo delle stazioni e per vari altri segnali su tutte le linee della metropolitana, è stato utilizzato un carattere speciale chiamato Metron.

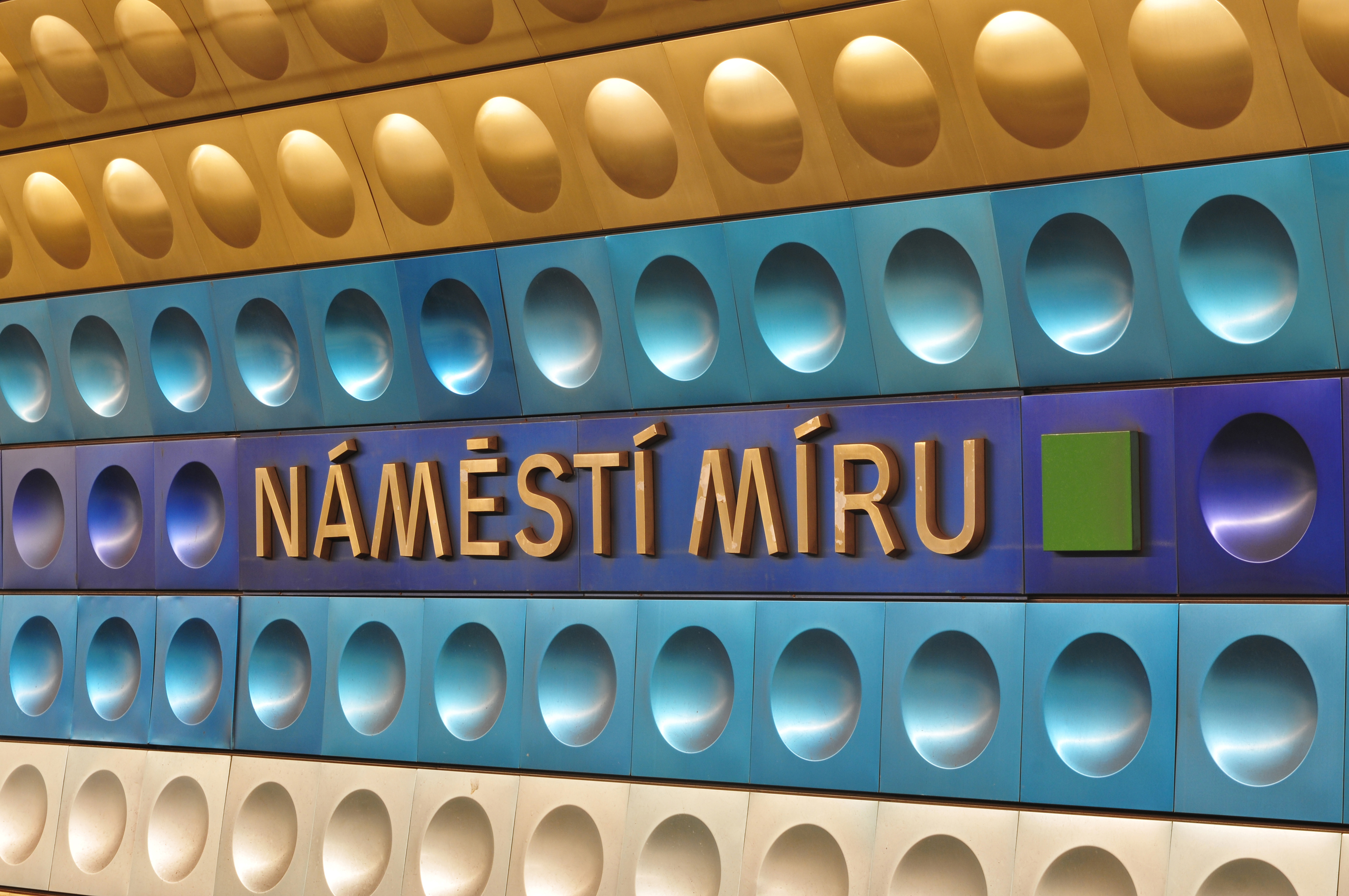
Piastrelle nella stazione di Náměstí Míru.

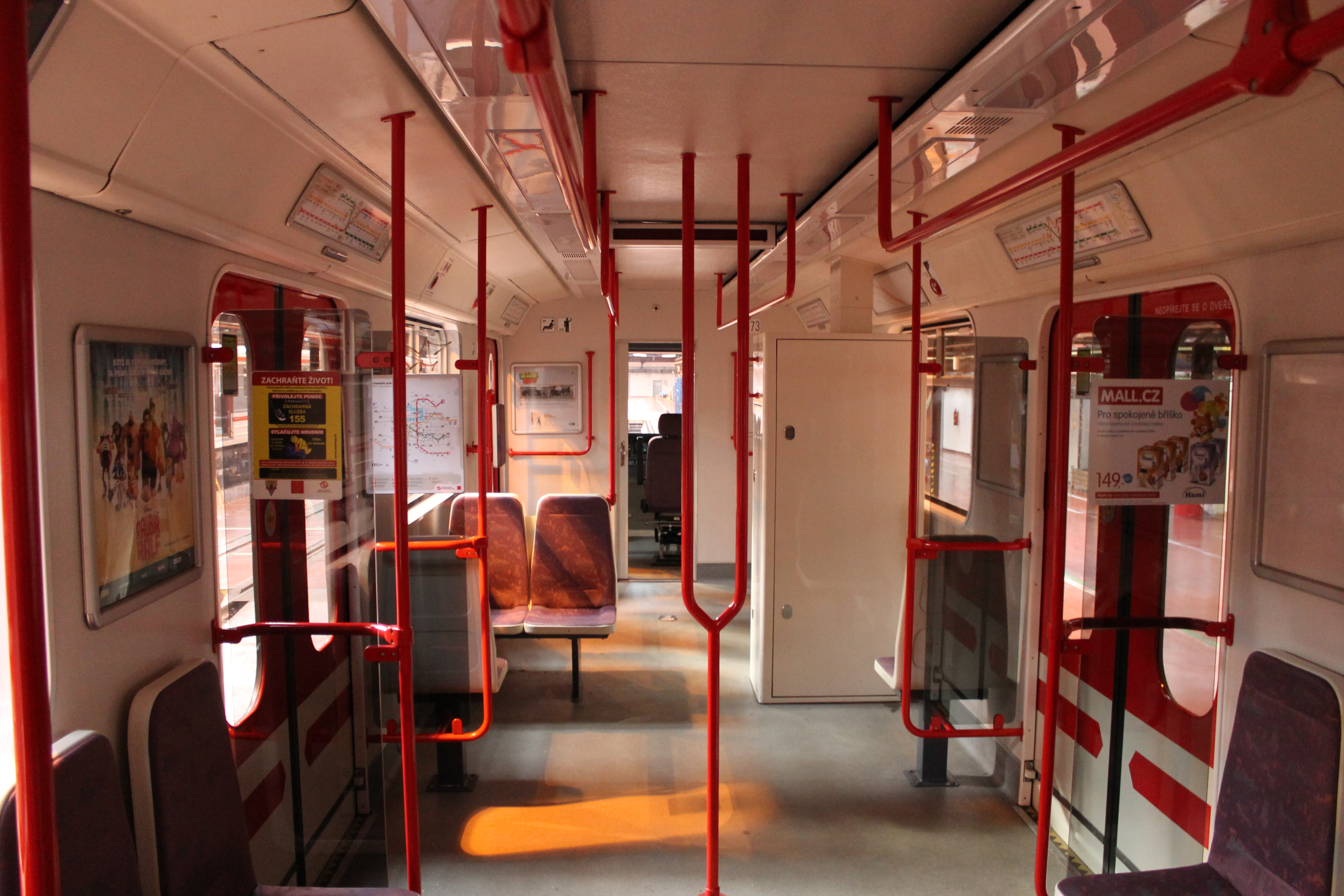
Interni di un treno utilizzato sulla linea A.

### Scale mobili
Le gallerie delle scale mobili avevano anche strisce di alluminio sottile sui lati. Anche queste sono state realizzate in modo che nelle stazioni non ci fosse praticamente alcun rumore delle scale in movimento. Nel soffitto del tunnel vennero collocati dei pannelli pubblicitari, che però sono stati raramente utilizzati.
La ricostruzione di queste gallerie negli anni 1990 comportò la sostituzione delle obsolete scale mobili di tipo sovietico con altre più recenti prodotte in Europa occidentale.

## Materiale rotabile
Dal 2006, sulla linea sono utilizzati 41 treni Škoda 81-71M, ovvero versioni aggiornate dei treni sovietici di metà anni 1970 81-717/81-714.

## Possibili estensioni
Dopo l'estensione fino a Motol del 2015, la seconda fase dell'ampliamento della linea avrebbe dovuto estenderla fino all'aeroporto Václav Havel, principale aeroporto della città e della Cechia, ma nel 2015 fu annunciato che la ferrovia sarebbe stata l'opzione preferita per collegare la città con l'aeroporto. Attualmente è comunque presente un collegamento via bus e filobus all'aeroporto dalla stazione di Nádraží Veleslavín, sulla linea A.